# Darfour-Oriental
Le Darfour-Oriental est un État du Soudan.
Sa capitale est Ed Daein.